# Luidia
Luidia is een geslacht van kamsterren, en het typegeslacht van de familie Luidiidae.

## Soorten
- Luidia alternata (Say, 1825)
- Luidia amurensis Döderlein, 1920
- Luidia armata Ludwig, 1905
- Luidia aspera Sladen, 1889
- Luidia asthenosoma Fisher, 1906
- Luidia atlantidea Madsen, 1950
- Luidia australiae Döderlein, 1920
- Luidia avicularia Fisher, 1913
- Luidia barbadensis Perrier, 1881
- Luidia bellonae Lütken, 1865
- Luidia changi Liu, Liao & Li, 2006
- Luidia ciliaris (Philippi, 1837)
- Luidia clathrata (Say, 1825)
- Luidia columbia (Gray, 1840)
- Luidia denudata Koehler, 1910
- Luidia difficilis Liu, Liao & Li, 2006
- Luidia ferruginea Ludwig, 1905
- Luidia foliolata (Grube, 1866)
- Luidia gymnochora Fisher, 1913
- Luidia hardwicki (Gray, 1840)
- Luidia herdmani A.M. Clark, 1953
- Luidia heterozona Fisher, 1940
- Luidia hexactis H.L. Clark, 1938
- Luidia inarmata Döderlein, 1920
- Luidia integra Koehler, 1910
- Luidia latiradiata (Gray, 1871)
- Luidia lawrencei Hopkins & Knott, 2010
- Luidia longispina Sladen, 1889
- Luidia ludwigi Fisher, 1906
- Luidia maculata Müller & Troschel, 1842
- Luidia magellanica Leipoldt, 1895
- Luidia magnifica Fisher, 1906
- Luidia mauritiensis Koehler, 1910
- Luidia neozelanica Mortensen, 1925
- Luidia orientalis Fisher, 1913
- Luidia patriae Bernasconi, 1941
- Luidia penangensis deLoriol, 1891
- Luidia phragma H.L. Clark, 1910
- Luidia porteri A.H. Clark, 1917
- Luidia prionota Fisher, 1913
- Luidia quinaria von Martens, 1865
- Luidia sagamina Döderlein, 1920
- Luidia sarsii Düben & Koren, 1845
- Luidia savignyi (Audouin, 1826)
- Luidia senegalensis (Lamark, 1816)
- Luidia sibogae Döderlein, 1920
- Luidia superba A.H. Clark, 1917
- Luidia tessellata Lutken, 1859
- Luidia yesoensis Goto, 1914